# SS-Oberst-Gruppenführer

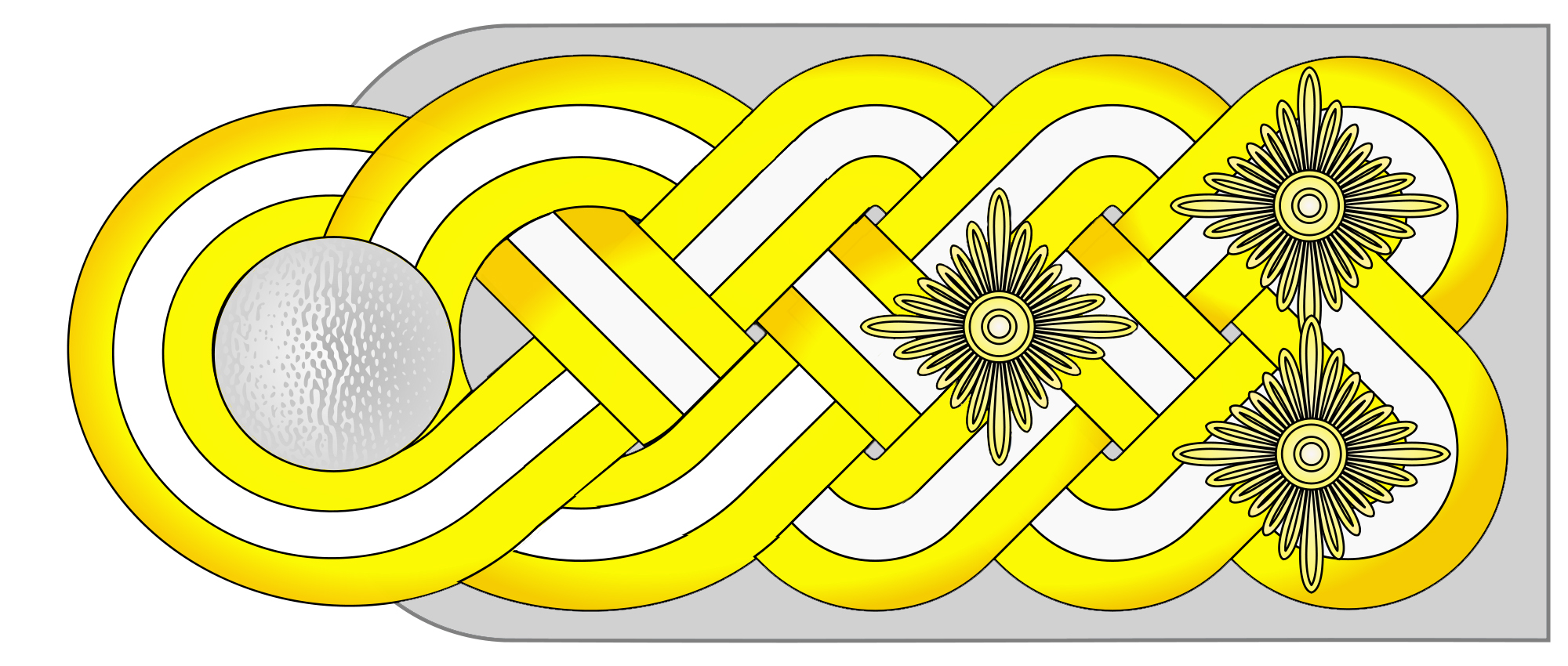
Galó d'un SS Oberstgruppenführer

Oberstgruppenführer. Va ser el rang paramilitar de més alta jerarquia de les Sturmabteilung (SA) i posteriorment el grau militar de més alta jerarquia de les Schutzstaffel (SS) així com de les Waffen SS, totes organitzacions del Partit Nazi i d'Alemanya durant el període 1925-1945. L'únic grau immediatament superior al de SS Oberstgruppenführer només va ser el de Reichsführer-SS, però aquest últim rang només l'ostentava el Comandant en Cap de les Schutzstaffel, de manera que normalment Oberstgruppenführer era el màxim rang al qual podia aspirar un oficial de les SS.

Emblema de coll

Aquest rang va ser introduït l'any 1942.
El rang de Oberstgruppenführer equivalia al Capità General que actualment existeix en els exèrcits llatins com el d'Espanya o en els de Llatinoamèrica. És superior al de Tinent General (Obergruppenführer) que en alguns exèrcits pot equivaler a Mariscal de Camp.
El 1944, Heinrich Himmler va oferir nomenar Albert Speer per al rang honorari de Oberstgruppenführer. S'hi va negar, ja que no volia estar formalment subordinat a Himmler. A Hermann Göring li fou també ofert el rang el 1945, però s'hi va negar per la seva aversió a Himmler. El successor de Himmler, Karl Hanke no tenia el rang d'Oberstgruppenführer, però va ser nomenat Reichsführer-SS des del grau inferior de Obergruppenführer.
Llista d'oficials que van ostentar el rang de SS Oberstgruppenführer:

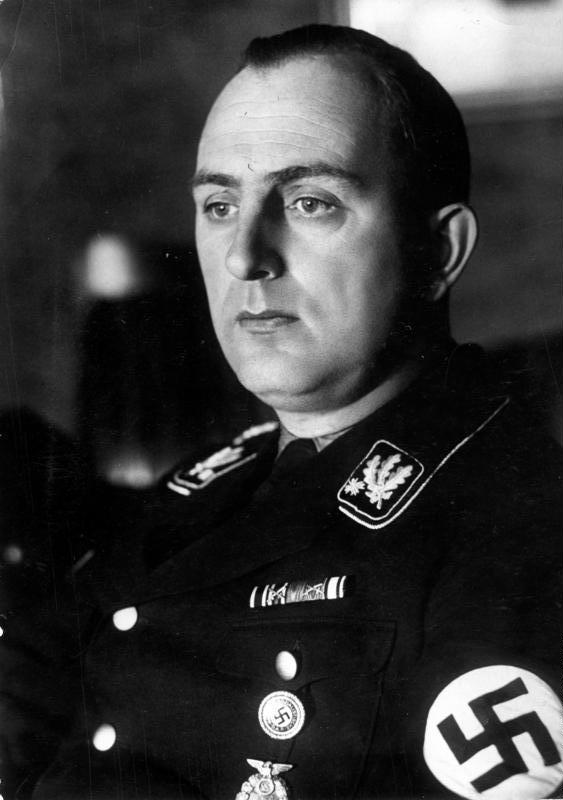
L' SS Oberstgruppenführer Kurt Daluege

- Dr Kans Kammler, enginyer alemany, encarregat de dissenyar els camps de concentració nazis.
- Franz Xaver Schwarz (Ad Honorem), va ser tresorer del Partit Nazi.
- Joseph Dietrich, oficial de carrera.
- Kurt Daluege, oficial de Policia de carrera.
- Paul Hausser, oficial de carrera.

I sense confirmar, ja que no van rebre títols sinó confirmacions verbals només: 
- Karl Wolff, oficial de carrera.
- Hans Prutzmann, oficial de carrera.

El rang Oberstgruppenführer també ha aparegut a la ficció, i va ser representat en la novel·la de Robert Harris, Pàtria, escenificada a la dècada de 1960 en una història paral·lela en la que Alemanya hagués guanyat la Segona Guerra Mundial. A la novel·la, Arthur Nebe fa una aparició com un SS-Oberstgruppenführer mentre exercia com a comandant de la Kriminalpolizei. Les insígnies per Oberstgruppenführer també són usades per Ian McKellen en la pel·lícula Ricard III en l'adaptació cinematogràfica de l'obra, ambientada el 1930 a la Gran Bretanya.